# Osztopán
Osztopán je obec v Maďarsku v župě Somogy.